# Di vizi di forma virtù
Di vizi di forma virtù è il secondo album in studio del rapper e cantautore italiano Dargen D'Amico, pubblicato il 13 giugno 2008 dalla Talking Cat e distribuito dalla Universal.
In un'intervista rilasciata nel 2017, l'autore ha stilato una classifica dei suoi stessi dischi, collocandolo al quarto posto.

## Il disco
L'album è formato da due dischi, il primo composto da 15 tracce e il secondo composto da 20 tracce, per un totale di 35 tracce. Tra le collaborazioni ci sono: Bosca, Crookers, Steno Fonda, Frankie Gaudesi, Kboard, Emiliano Pepe, Sewit, Two Fingerz, Daniele Vit e Marco Zangirolami.
L'album ha ricevuto tante critiche positive su diverse riviste di musica, oltre che su diversi siti, consacrando Dargen come uno dei massimi esponenti dell'hip hop italiano e capace di andare oltre i classici schemi del genere, mostrando influenze tipiche del cantautorato e la forte presenza della musica elettronica.

## Tracce
CD 1
Testi di Jacopo Matteo Luca D'Amico, eccetto dove indicato.
1. SMS alla Madonna – 3:18 (musica: Jacopo Matteo Luca D'Amico, Francesco Gaudesi e Marco Zangirolami)
2. Low Cash – 4:06 (musica: Francesco Barbaglia e Andrea Fratangelo)
3. Tra la noia e il valzer – 3:10 (musica: Francesco Gaudesi)
4. Al meccano – 3:29 (musica: Francesco Gaudesi)
5. Ex contadino (feat. Two Fingerz) – 5:23 (testo: Jacopo Matteo Luca D'Amico, Riccardo Garifo e Daniele Lazzarin – musica: Jacopo Matteo Luca D'Amico, Riccardo Garifo e Daniele Lazzarin)
6. Passerà al bar (Il padre beve) (feat. Sewit) – 3:27 (musica: Jacopo Matteo Luca D'Amico, Steno Fonda, Riccardo Garifo e Daniele Lazzarin)
7. In alcune zone del mondo – 3:56 (musica: Jacopo Matteo Luca D'Amico, Francesco Gaudesi e Marco Zangirolami)
8. Arrivi stai scomodo e te ne vai – 3:16 (musica: Marco Boscarino e Marco Zangirolami)
9. Show Me Love (con Two Fingerz) – 4:04 (testo: Jacopo Matteo Luca D'Amico e Daniele Lazzarin – musica: Paolo Iannattone e Daniele Lazzarin)
10. Pubblicittà (con Sewit Villa) – 3:54 (musica: Jacopo Matteo Luca D'Amico e Paolo Iannattone)
11. Alì il thailandese – 3:07 (musica: Jacopo Matteo Luca D'Amico, Francesco Barbaglia e Andrea Fratangelo)
12. Qualche rima – 2:52 (musica: Jacopo Matteo Luca D'Amico e Francesco Gaudesi)
13. Anche se dite no (feat. Two Fingerz) – 4:21 (testo: Jacopo Matteo Luca D'Amico e Daniele Lazzarin – musica: Riccardo Garifo e Daniele Lazzarin)
14. Tike Restoran – 3:53 (musica: Francesco Barbaglia)
15. La banana frullata – 3:19 (musica: Francesco Barbaglia e Andrea Fratangelo)

CD 2
Testi e musiche di Jacopo Matteo Luca D'Amico, eccetto dove indicato.
1. Sul carro pt. 1 (con Emiliano Pepe) – 3:05
2. La ruota – 2:42
3. Ci ricamo sopra (con Daniele Vit) – 3:06
4. Limitato dal poeta – 3:57
5. Di vizi di forma virtù – 3:55 (musica: Jacopo Matteo Luca D'Amico e Paolo Iannattone)
6. Per Elsa – 2:07
7. Il rap per me – 4:52
8. C.S.A. gode – 3:06
9. Origami Love – 2:03
10. Come l'Italia e San Marino – 5:07
11. Mama m'ama – 1:31
12. Mar do alvo – 1:23
13. Moderata crisi (con Emiliano Pepe) – 3:05
14. Prima che (con Daniele Vit) – 3:48
15. E sacrifici – 4:05 (musica: Jacopo Matteo Luca D'Amico e Marco Zangirolami)
16. La divisione del lavoro – 3:11
17. Un grande pregio – 2:06
18. Il cielo dei ricchi – 4:22
19. I Love You but It Hurts – 6:33
20. Sul carro pt. 2 (feat. Emiliano Pepe) – 2:55 (musica: Jacopo Matteo Luca D'Amico ed Emiliano Pepe)

## Formazione
Musicisti
- Dargen D'Amico – voce
- Two Fingerz – gruppo ospite (tracce 1-05, 1-09 e 1-13)
- Sewit – voce aggiuntiva (tracce 1-06 e 1-10)
- Emiliano Pepe – voce aggiuntiva (tracce 2-01, 2-13 e 2-20)
- Daniele Vit – voce aggiuntiva (tracce 2-03 e 2-14)

Produzione
- Frankie Gaudesi – produzione (tracce 1-01, 1-03 e 1-04)
- Dargen D'Amico e Marco Zangirolami – co-produzione (traccia 1-01), produzione (traccia 2-15)
- Crookers – produzione (tracce 1-02, 1-11 e 1-15)
- Two Fingerz – produzione (tracce 1-05 e 1-13)
- Steno Fonda e Two Fingerz – produzione (traccia 1-06)
- Dargen D'Amico – co-produzione (traccia 1-06), produzione (tracce 2-01, 2-02, 2-03, 2-04, 2-06, 2-07, 2-08, 2-09, 2-10, 2-11, 2-12, 2-13, 2-14, 2-16, 2-17, 2-18 e 2-19)
- Dargen D'Amico, Frankie Gaudesi e Marco Zangirolami – produzione (traccia 1-07)
- Bosca – produzione (traccia 1-08)
- Marco Zangirolami – arrangiamento (traccia 1-08)
- Kboard – produzione (tracce 1-09 e 1-10)
- Giada Mesi – produzione (traccia 1-12), produzione artistica
- DJ Phra – produzione (traccia 1-14)
- Love Dada e Marco Zangirolami – co-produzione (traccia 1-14)
- Dada Keibit – produzione (traccia 2-05)
- Emiliano Pepe – produzione (traccia 2-20)
- Love Dada, Frankie Gaudesi e Marco Zangirolami – co-produzione (traccia 2-20)
- Frankie Gaudesi @ G.Audio Lab, Milano – registrazione, editing e missaggio (eccetto tracce 1-01, 1-02, 1-05, 1-08, 1-09, 1-10, 1-11, 1-13, 1-14, 1-15, 2-03, 2-09, 2-11, 2-14, 2-15, 2-16, 2-17 e 2-18)
- Two Fingerz @ Two Fingerz Studio, Palazzolo Milanese – registrazione (tracce 1-09, 1-10, 1-11, 2-03, 2-09 e 2-14)
- Jacopo Matteo Luca D'Amico @ casa, Milano – registrazione (tracce 2-11, 2-15 e 2-18)
- Crookers @ Crookers Studio, Milano – missaggio (tracce 1-02, 1-11, 1-15, 2-17 e 2-16)
- Marco Zangirolami @ Noize Studio, San Giuliano Milanese – missaggio (tracce 1-01, 1-05, 1-08, 1-13, 1-14, 2-15 e 2-17), finalizzazione dei mix e mastering
- Francesco Gaudesi – management